# Перплексус

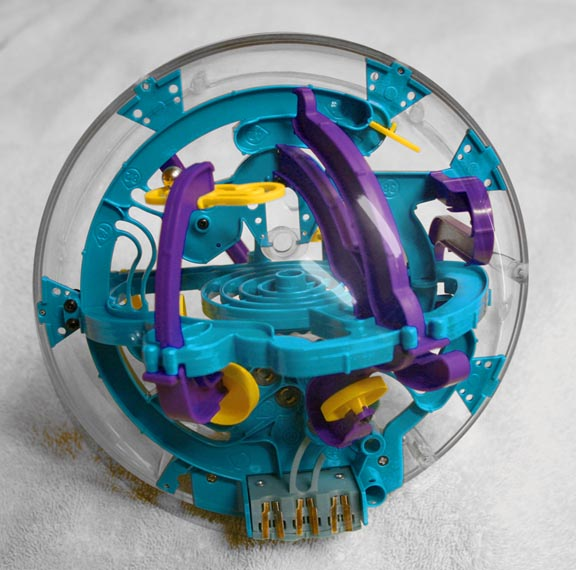
Перплексус

Перплéксус (також відомий як Суперплексус) — різновид 3D головоломки, представленої у вигляді кулі-лабіринту, основні елементи якого укладені в прозору пластикову сферу. Повертаючи сферу, гравці намагаються маневрувати невеликою сталевою кулькою через складний лабіринт, що складається з 100-130 кроків вздовж вузьких пластикових доріжок. Крім того, деякі з кроків передбачають опускання кульки в чашку або невеликий канал. Існує кілька перешкод різної складності, які потрібно подолати, щоб дійти до кінця. 
У 2009 році компанія ТОВ "Busy Life" стала ліцензованим виробником серії Перплексусів. Дистриб'ютором стала компанія ТОВ "Spin Master". З 2009 року іграшка доступна в Інтернеті. В різні роки іграшка виходила під російським брендом "Лабіринтус" та українським "Мьобіус".

## Історія
Perplexus був винайдений вчителем і скульптором Майклом МакГіннісом (Michael McGinnis). А сама іграшка-головоломка Перплексус була зроблена Брайаном Клеменсом (Brian Clemens) та Деном Клітснером (Dan Klitsner) із Сан-Франциско. Ці люди також відомі винаходом аудіо-іграшки Bop It, гри HyperDash та іншими головоломками.
Станом на 2016 рік, Перплексуси виробляють в Китаї як ліцензійно, так і неліцензійно. Існує до десяти різновидів різного розміру, зокрема, в Україні можна купити Перплексуси на 208 і навіть 299 кроків.
Нещодавно китайські виробники почали робити іграшку в форматі брелока, хоча офіційних даних про це немає.